# 환상제주투어버스
주식회사 환상제주투어버스(株式會社 幻想濟州-, 영어: Fantastic Jeju Tour Bus)는 대한민국 제주특별자치도에 있는 전세버스 회사이다.

## 연혁
- 2001년 2월 15일: 회사 설립[2]

## 보유차량
자일대우버스
- 자일대우 레스타

현대자동차
- 현대 쏠라티
- 현대 뉴 카운티
- 현대 E-에어로타운[3]
- 현대 유니버스 스페이스 럭셔리
- 현대 유니버스 익스프레스 노블
- 현대 뉴 프리미엄 유니버스 스페이스 럭셔리
- 현대 뉴 프리미엄 유니버스 익스프레스 노블
- 현대 유니버스 페이스리프트 노블EX 12.5m

기아
- 기아 뉴 그랜버드 그린필드
- 기아 뉴 그랜버드 실크로드
- 기아 뉴 그랜버드 파크웨이